# Будённая, Нина Семёновна
Нина Семёновна Будённая (род. 6 сентября 1939 года, Москва, РСФСР, СССР) — российская журналистка и художница, член-корреспондент Российской академии художеств (2012). Дочь советского маршала С. М. Будённого (1883—1973).

## Биография
Родилась 6 сентября 1939 года в Москве.
В 1961 году окончила факультет журналистики МГУ.
С 1965 года — член Союза журналистов СССР.
С 1961 по 1971 годы — старший редактор Отдела культуры по изобразительному искусству в Агентстве печати «Новости».
С 1971 по 1972 годы — литературный сотрудник в журнале «Журналист».
С 1972 по 1977 годы — старший литературный сотрудник журнала «Культура и жизнь» объединённой редакции газеты «Московские новости».
С 1977 по 1992 годы — заведующий редакцией «Художественная литература» издательства «Московский рабочий».
С 1998 по 1998 годы — сотрудник Отдела рекламы и информации Российской академии художеств.
Член-корреспондент Российской академии художеств от Отделения декоративных искусств (2012).

### Семья
Отец — Семён Михайлович Будённый (1883—1973), советский маршал.
Мать — Мария Стефановна Михайлова, третья жена Будённого, двоюродная сестра его второй жены,  
Братья — Сергей (1938—1993), Михаил (1944—2024)
Первый муж — Михаил Михайлович Державин (1936—2018), советский и российский актёр.
- Дочь — Мария Михайловна Будённая (род. 1963)
  - Внуки — Пётр и Павел Золотарёвы

Второй муж — Николай Афанасьевич Пономарёв (1918—1997), советский и российский художник, академик АХ СССР (1973), президент РАХ (1991—1997).

## Творческая деятельность
Основные произведения: «Русалочка» (2000), «Пушкин в Михайловском» (2002), «Мой зять Петя с классиками на охоте» (2003), «Путешествие в Арзум» (2004), «Завалинка» (2004), «Похищение Европы» (2005), «Гибель Помпеи» (2005), «Купание зелёной коровы» (2006), «За бортом» (2008), «Донской лирический» (2009) и др.
Персональные выставки: Московский музей современного искусства (2004), Российская академия художеств (2009, 2019), Северокавказский филиал Государственного музея Востока (2019).
Автор книги «Старые истории» (Издательство «Художественная литература», 1984).

## Награды
- Медаль «В ознаменование 100-летия со дня рождения Владимира Ильича Ленина» (1970)
- Медаль «Ветеран труда» (1984)